# WSK Champions Cup
La WSK Champions Cup es una competición europea de carreras de karting organizada por la WSK. Su temporada inaugural tuvo lugar en 2013. Hoy, la serie tiene campeonatos en tres categorías de karting: OK, OKJ y 60 Mini. Los campeones más notables de este campeonato han sido los pilotos Nicklas Nielsen, Logan Sargeant, Dennis Hauger, Felipe Drugovich, Taylor Barnard, Paul Aron y Andrea Kimi Antonelli.

## Campeones

### Campeones de KZ2
| Temporada | Campeón            | Sede     | Clase |
| --------- | ------------------ | -------- | ----- |
| 2014      | Ben Hanley         | La Conca | KZ2   |
| 2016      | Paolo De Conto     | Adria    | KZ2   |
| 2017      | Stan Pex           | Adria    | KZ2   |
| 2018      | Daniel Vasile      | Adria    | KZ2   |
| 2021      | Viktor Gustafsson  | Adria    | KZ2   |
| 2022      | Senna Van Walstijn | Lonato   | KZ2   |

### Campeones de clase KF/clase OK
| Temporada | Campeón         | Segundo Lugar         | Tercer Lugar        | Sede     | Clase |
| --------- | --------------- | --------------------- | ------------------- | -------- | ----- |
| 2014      | Karol Basz      | Alessio Lorandi       | Callum Ilott        | La Conca | KF    |
| 2015      | Nicklas Nielsen | Richard Verschoor     | Karol Basz          | La Conca | KF    |
| 2016      | Logan Sargeant  | Karol Basz            | Christian Lundgaard | Adria    | OK    |
| 2017      | Pedro Hiltbrand | Lorenzo Travisanutto  | Ulysse de Pauw      | Adria    | OK    |
| 2018      | Nicklas Nielsen | Lorenzo Ferrari       | Zane Maloney        | Adria    | OK    |
| 2019      | Taylor Barnard  | Gabriele Minì         | Cristian Comanducci | Adria    | OK    |
| 2020      | Taylor Barnard  | Kirill Smal           | Harry Thompson      | Adria    | OK    |
| 2021      | Rafael Câmara   | Andrea Kimi Antonelli | Arvid Lindblad      | Adria    | OK    |
| 2022      | Danny Carenini  | Maksimilian Popov     | Coskun Irfan        | Lonato   | OK    |

### Campeones de la KF Junior/OK Junior
| Temporada | Campeón           | Segundo Lugar        | Tercer Lugar      | Sede     | Clase |
| --------- | ----------------- | -------------------- | ----------------- | -------- | ----- |
| 2014      | Enaam Ahmed       | Max Fewtrell         | Dan Ticktum       | La Conca | KFJ   |
| 2015      | Logan Sargeant    | Christian Lundgaard  | Felipe Drugovich  | La Conca | KFJ   |
| 2016      | Kiern Jewiss      | Timothy Peisselon    | Finn Kenneally    | Adria    | OKJ   |
| 2017      | Ilya Morozov      | Gillian Henrion      | Pavel Bulantsev   | Adria    | OKJ   |
| 2018      | Paul Aron         | Harry Thompson       | Kirill Smal       | Adria    | OKJ   |
| 2019      | Alex Dunne        | Arvid Lindblad       | Thomas ten Brinke | Adria    | OKJ   |
| 2020      | Alfio Spina       | Martinius Stenshorne | Christian Ho      | Adria    | OKJ   |
| 2021      | Rashid Al Dhaheri | Kean Nakamura-Berta  | Harley Keeble     | Adria    | OKJ   |
| 2022      | Andres Cardenas   | Zhenrui Chi          | Nathan Tye        | Lonato   | OKJ   |

### Campeones de 60 Mini
| Temporada | Campeón                | Segundo Lugar        | Tercer Lugar         | Sede     | Clase   |
| --------- | ---------------------- | -------------------- | -------------------- | -------- | ------- |
| 2014      | Muizzuddin Gafar       | Giuseppe Fusco       | Bogdan Fetisov       | La Conca | 60 Mini |
| 2015      | Dennis Hauger          | Luigi Coluccio       | Giuseppe Fusco       | La Conca | 60 Mini |
| 2016      | Michael Barbaro Paparo | Francesco Pizzi      | Tymoteusz Kucharczyk | Adria    | 60 Mini |
| 2017      | Alfio Spina            | Gabriele Minì        | Nikita Bedrin        | Adria    | 60 Mini |
| 2018      | Andrea Kimi Antonelli  | Martinius Stenshorne | Brando Badoer        | Adria    | 60 Mini |
| 2019      | Andrea Filaferro       | Francesco Marenghi   | Rashid Al Dhaheri    | Adria    | 60 Mini |
| 2020      | Anatoly Khavalkin      | Gerasim Skulanov     | Rashid Al Dhaheri    | Adria    | 60 Mini |
| 2021      | René Lammers           | Emanuele Olivieri    | Tiziano Monza        | Adria    | 60 Mini |
| 2022      | Christian Costoya      | Jindrich Pesl        | Dean Hoogendoorn     | Lonato   | 60 Mini |